# Constituição Francesa de 1814
A Constituição Francesa de 1814 foi um texto constitucional promulgado pelo rei Luís XVIII da França logo após a Restauração Bourbon, em forma de carta régia. O Congresso de Viena exigiu que Luís apresentasse alguma forma de constituição antes de ser restaurado. Depois de recusar a proposta de constituição, a Constituição senatorial, estabelecida em 6 de abril de 1814 pelo governo provisório e o Conservador do Sénat ("Senado Conservador"), Louis Stanislas Xavier, conde da Provença, concedeu uma Carta constitucional diferente, em 4 de julho de 1814. Com as exigências do Congresso de Viena atendidas, o conde da Provença foi oficialmente coroado Luís XVIII e a monarquia foi restaurada.
A Carta apresenta-se como um texto de compromisso, possivelmente de perdão, preservando as inúmeras aquisições da Revolução Francesa e do Império, ao mesmo tempo em que restaura a dinastia dos Bourbons. Seu título como 'Carta constitucional' atua como evidência de compromisso, o termo 'carta' como referência ao Ancien Régime (“antigo regime”) e 'constitucional' indica intenção revolucionária. No entanto, a Carta estabelece uma monarquia limitada, por oposição a uma monarquia constitucional, implementando um regime dominado pelo próprio Rei, declarando-o Chefe de Estado.

## Conteúdo da Carta
Fonte:
- Garantia dos direitos individuais, direitos de propriedade, liberdade de imprensa e liberdade de expressão, liberdade religiosa (ou seja, o catolicismo é declarado religião do estado)
- O recrutamento é abolido
- A venda de bens nacionais não é contestada, apenas bens remanescentes são entregues a ex-emigrantes
- O Rei tem poder executivo (direito à paz e à guerra, alianças, nomeação para cargos profissionais). O Artigo 14 dá ao Rei o direito de legislar por decreto “para a execução das leis e a segurança do Estado”. Ele é o chefe dos exércitos. Luís XVIII, "soberano pela graça de Deus", inicia as leis e as promulga. Ele nomeia os ministros, que respondem apenas a ele, mas podem ser indiciados perante a Câmara dos Deputados. Os ministros podem ser escolhidos entre os membros de duas câmaras
- O poder legislativo é dividido entre o Rei, que sozinho inicia as leis, e duas câmaras. A Câmara dos Pares, composta por nobres, é nomeada pelo Rei (vitalícia e hereditária) e a Câmara dos Deputados é eleita por sufrágio seletivo (os deputados pagam mais de 1 000 francos em impostos diretos, os eleitores mais de 300), renovável por um quinto a cada ano. A Câmara dos Deputados pode ser dissolvida pelo Rei. As Câmaras obtêm progressivamente o direito de morada e a capacidade de questionar o governo e assim colocá-lo em dificuldades, sem que isso conduza necessariamente à sua demissão
- O poder judicial é atribuído a juízes nomeados pelo Rei e é inamovível; a instituição do júri é confirmada. Todos os códigos permanecem em vigor. O rei mantém poder judicial significativo
- A antiga nobreza pré-revolucionária é restaurada em seus títulos, mas a nobreza imperial mantém seus títulos. A nobreza confere "nenhuma isenção dos deveres e obrigações da sociedade"
- O direito de sufrágio é concedido aos homens com pelo menos 30 anos de idade e o imposto (300 francos franceses de contribuições diretas) é imposto a eles porque não havia dúvida no momento de instituir o sufrágio universal, sendo o eleitorado considerado uma função social. A pedido dos liberais, o sufrágio seletivo é adotado. Isso é concedido a homens com pelo menos 40 anos de idade, aos quais são cobrados 1 000 francos franceses de imposto direto. Dadas essas condições, os cidadãos politicamente ativos somam 100 000 eleitores e 15 000 elegíveis
- As estruturas administrativas instituídas pela Revolução e pelo Império são massivamente preservadas no quadro de uma rigorosa política de centralização de poderes (autarcas, vereadores gerais e vereadores distritais são nomeados pelo governo ou pelos representantes do Estado)

## Comissão de redação
Em 18 de maio de 1814, Luís XVIII criou uma comissão de redação, nomeando seus vinte e dois membros. Desconfiado de Talleyrand, ele decidiu não incluí-lo, embora este último tenha desempenhado um papel fundamental durante a constituição de 6 de abril.
Nesta comissão, presidida pelo chanceler Charles Dambray, encontramos:
- Três comissários reais;
- Nove senadores;
- Nove membros do "Corps législatif".

Em 22 de maio, a comissão realizou sua primeira reunião em Dambray, que durou seis dias. Em 26 de maio, a comissão apresentou sua minuta ao advogado privado que a aprovou.

## O Rei e seus Ministros

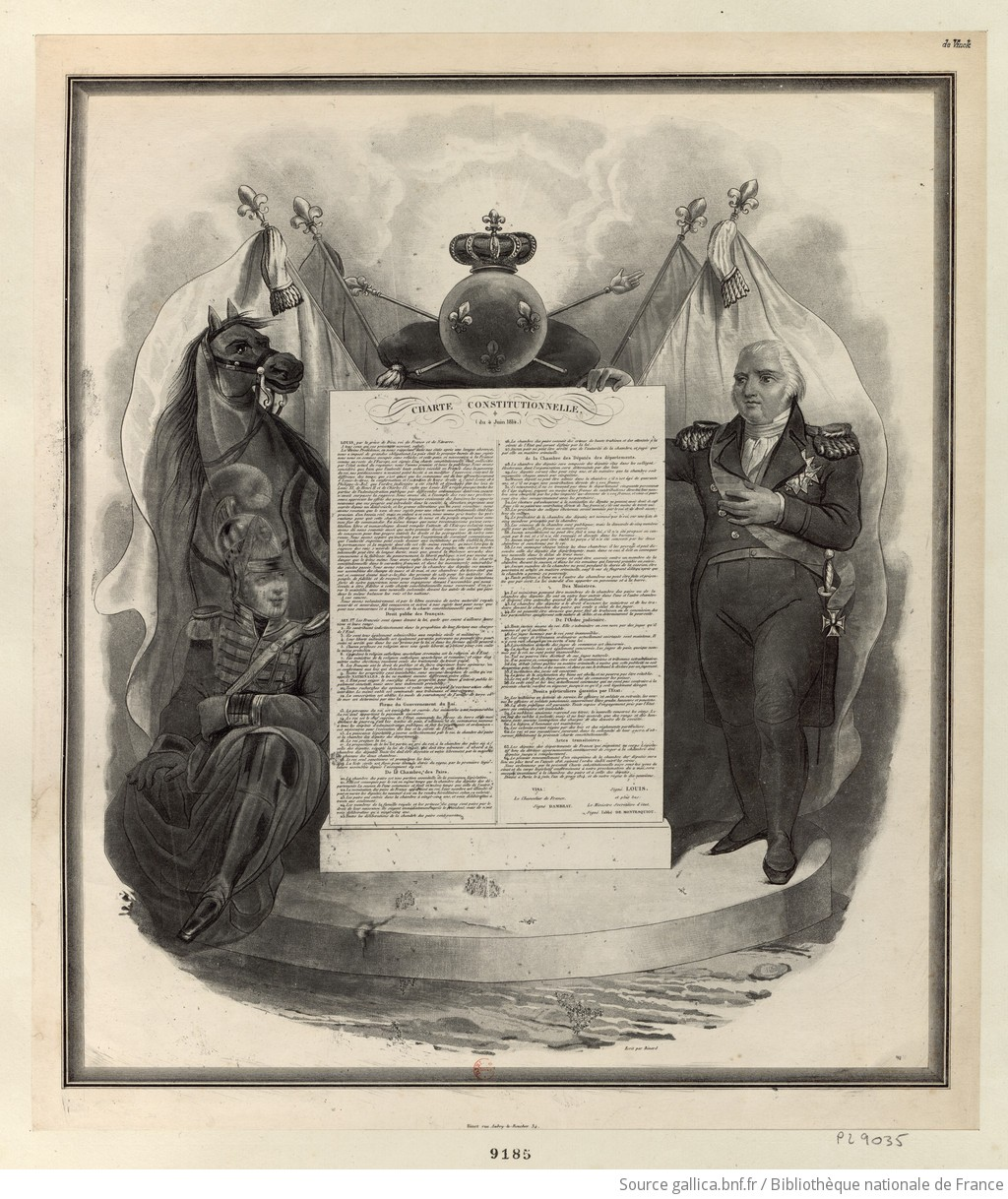
Alegoria da Constituição Francesa de 1814, em que se vê as figuras de Luís XVIII, de um soldado do Exército Real francês e da Flor-de-lis francesa.

O rei ocupou uma posição central sob a Carta de 1814.
A Carta declarava que o rei era Chefe de Estado e chefe executivo: o Rei nomeava funcionários públicos, emitia as portarias e regulamentos necessários "para a execução das leis e a segurança do estado", comandava o exército e a marinha, declarava guerra, e fez "tratados de paz, aliança e comércio" (artigos 13 e 14).
Além disso, o Rei tinha grande influência sobre o poder legislativo, uma vez que detinha o direito exclusivo de apresentar projetos de lei ao Parlamento (artigo 16) e o direito de conceder ou não parecer favorável às leis aprovadas pelo Parlamento (artigo 20). O Rei convocava e prorrogava o Parlamento e tinha o direito de dissolver a Câmara dos Deputados e convocar novas eleições (Artigo 50). O Rei também nomeou os membros da Câmara dos Pares (Artigo 27).
No campo judicial, o Rei nomeava juízes (Artigo 57) e tinha o poder de indultar (Artigo 67).

## Uma monarquia constitucional, mas não parlamentar
Os poderes do rei eram em sua maioria exercidos por seus ministros. Os ministros eram escolhidos pelo rei. O Artigo 13 afirmava abertamente que "os ministros são responsáveis", mas a natureza dessa responsabilidade era ambígua e sua extensão limitada. Os artigos 55 e 56 restringiam essa responsabilidade aos "atos de traição e peculato". Além disso, a responsabilidade só poderia ser imposta por impeachment – acusação pela Câmara dos Deputados e julgamento pela Câmara dos Pares. Assim, a Carta não reconheceu o princípio do governo parlamentar moderno, ou seja, que os Ministros não são apenas legalmente, mas também politicamente responsáveis perante o Parlamento, e que o Parlamento pode remover Ministros por um simples voto de desconfiança, sem ter que instaurar processo de impeachment.
A esse respeito, a Carta não era diferente de outros documentos constitucionais de sua época (mesmo na Grã-Bretanha, onde a responsabilidade dos ministros do Parlamento havia sido estabelecida no século XVIII, ela permaneceu em uma base puramente convencional). Portanto, o desafio para os elementos liberais da política francesa durante a era da Restauração era desenvolver uma convenção de governo parlamentar segundo a qual: (i) o Rei agiria apenas sob o conselho de seus Ministros, e (ii) os Ministros, embora formalmente nomeados pelo rei, seriam escolhidos entre os líderes da maioria no Parlamento e seriam obrigados a renunciar se perdessem a confiança do Parlamento. Devido à franquia estreita, o domínio do ultrarreacionário partido e a intervenção pessoal do rei, essas convenções não se desenvolveram durante o período de 1814-1830. Assim, embora a monarquia sob a carta fosse constitucional, ela nunca evoluiu para um sistema de governo verdadeiramente parlamentar.

## Status e alteração
A Carta foi apresentada como um presente do Rei ao povo, não como um ato constitutivo do povo. Terminava com as palavras "Dado em Paris, no ano da graça de 1814, e do nosso reinado no décimo nono"; esse compromisso com os princípios do "legitimismo" colocaria o reinado de Luís XVIII a partir de junho de 1795, após a morte de Luís XVII, o filho mais novo do irmão de Luís XVIII, Luís XVI. O rei e seus sucessores foram obrigados a prestar juramento (artigo 74) para manter a Carta. A Carta não continha nenhuma provisão para emendas futuras. De acordo com uma leitura, isso fez da Carta uma lei verdadeiramente fundamental, obrigatória para o Rei, as Câmaras e o povo. No entanto, a revolução de 1830 estabeleceu o princípio de que a Carta, que foi então reeditada em forma alterada, poderia ser alterada, da mesma forma que uma lei ordinária, por ato conjunto do Rei e das Câmaras.